# Luc Montagnier
Luc Montagnier [lyk montaňje] (18. srpna 1932, Chabris, Francie – 8. února 2022, Neuilly-sur-Seine, Francie) byl francouzský virolog, který získal v roce 2008 Nobelovu cenu za fyziologii a lékařství. Je pokládán za jednoho z objevitelů viru HIV, který je příčinou nemoci AIDS. Spolu s Françoise Barré-Sinoussi objevili retrovirus způsobující AIDS v bílých krvinkách pacientů se zvětšenými lymfatickými uzlinami v počátečních stádiích AIDS a v krvi pacientů v pokročilém stádiu tohoto onemocnění.

## Život
Narodil se v malé obci Chabris, asi 160 km východně od Paříže, vystudoval medicínu v Poitiers a v Paříži. Od roku 1955 byl asistentem na pařížské univerzitě, roku 1960 nastoupil do Národního výzkumného centra (CNRS), absolvoval několik studijních pobytů ve Velké Británii a po návratu založil oddělení virové onkologie na Pasteurově ústavu. Roku 1983 se svými dvěma spolupracovníky objevili virus HIV, který se ukázal být původcem onemocnění AIDS, a vytvořili sérologický test na tuto chorobu. Roku 1986 objevili v západní Africe druhý, velmi odlišný virus, související s AIDS.
V letech 1991–1997 byl Montagnier ředitelem nově založeného oddělení pro výzkum AIDS v CNRS a v letech 1997–2001 byl profesorem na New York University. Upozornil však na sebe i publikováním podivných, pavědeckých názorů mimo oblast své odborné kompetence a vyvolal tak četné polemiky a kritiky.
Roku 2009 byl vyznamenán Řádem čestné legie jako velký důstojník, Řádem za zásluhy jako komandér, byl zvolen členem Národní lékařské akademie a Francouzské akademie věd.

## Názor na virus SARS-CoV-2 a očkování
V dubnu 2020 prohlásil, že virus způsobující onemocnění Covid-19 vznikl uměle v čínské laboratoři.
V květnu 2021, v rozhovoru s Pierre Barnérias pro Hold-Up Media, označil Luc Montagnier program očkování proti koronaviru SARS-CoV-2 za „vědecky i medicínsky nepřijatelnou chybu“. Podle něj „ukáží až učebnice dějepisu, že je to právě očkování, které vytváří varianty“:
C’est une erreur scientifique et une faute médicale inexplicable, l’histoire fera le bilan un jour de tout ça, car c’est effectivement la vaccination qui a créé le variant.